# Opérations aéroportées
Les opérations aéroportées sont les opérations menées par des troupes mises en place en territoire hostile par la voie des airs. Les moyens de transport utilisés peuvent être le parachute, le planeur, l'hélicoptère ou l'avion; l'emploi de moyens modernes tels que le deltaplane, l'ULM ou l'autogire n'est pas exclu. Il ne faut pas confondre opération aéroportée et opération aérotransportée; dans ce dernier cas, il s'agit de moyens amenés dans une région tenue par des troupes amies. Il ne faut pas confondre non plus parachutistes et aéroportés puisqu'un aéroporté ne saute pas nécessairement en parachute. Ainsi, par exemple, le général Urquhart qui commandait la 1re Division Aéroportée britannique à Arnhem n'a jamais été parachutiste; il est arrivé sur place par planeur.

## Les moyens de transport

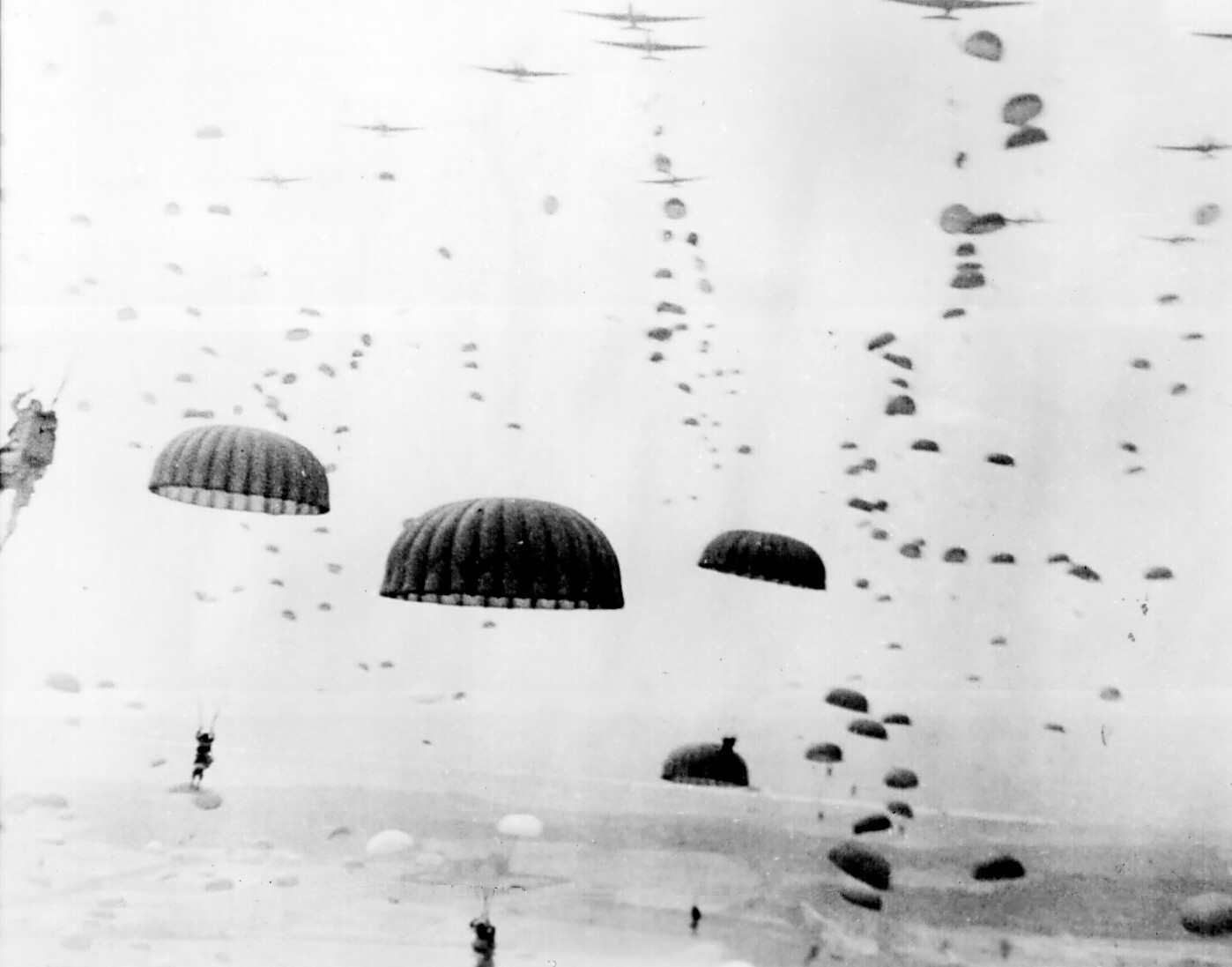
Lâchers de parachutistes au-dessus de la Hollande lors de l'opération Market Garden.

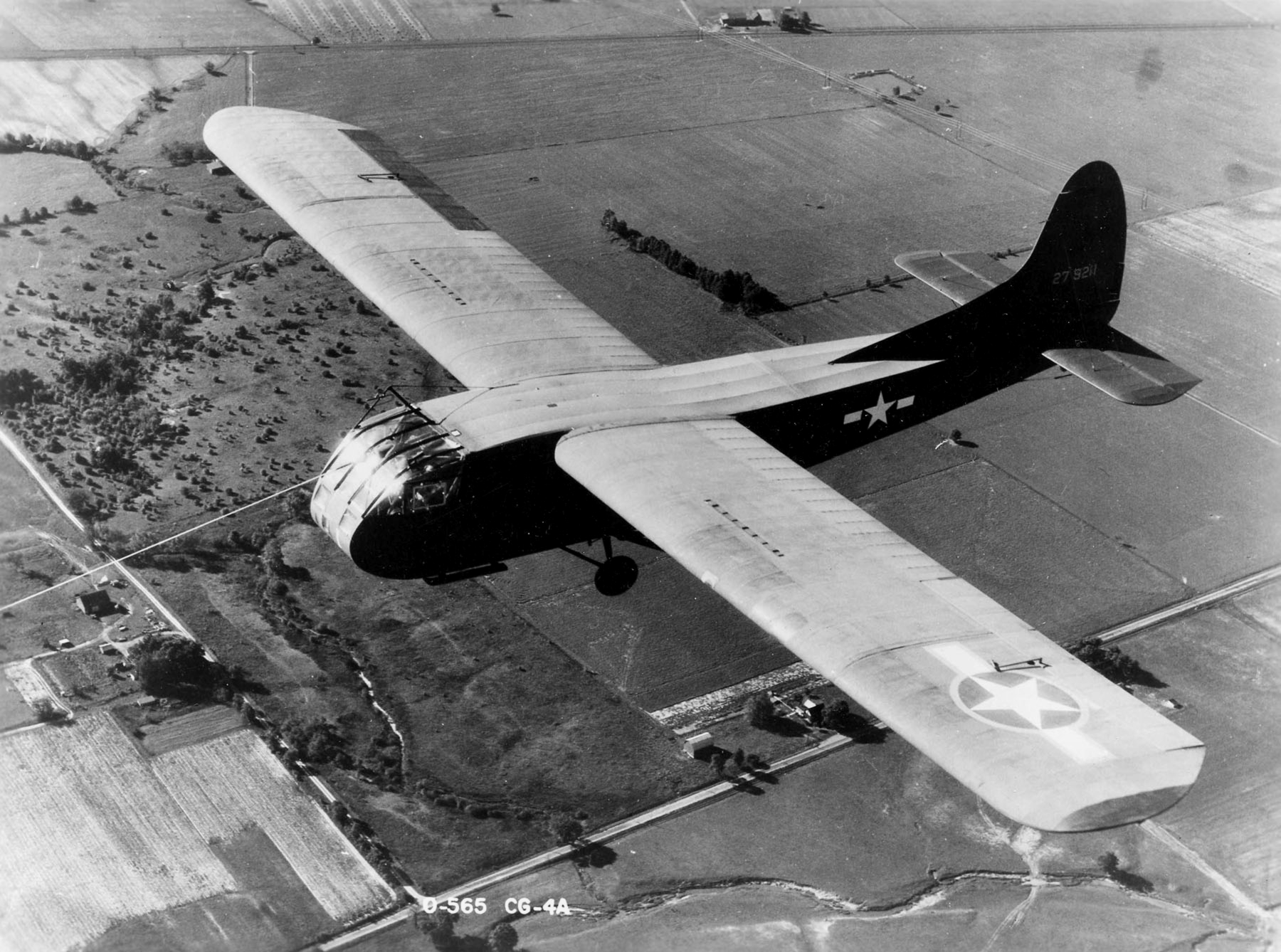
Planeur CG-4A de l'USAAF

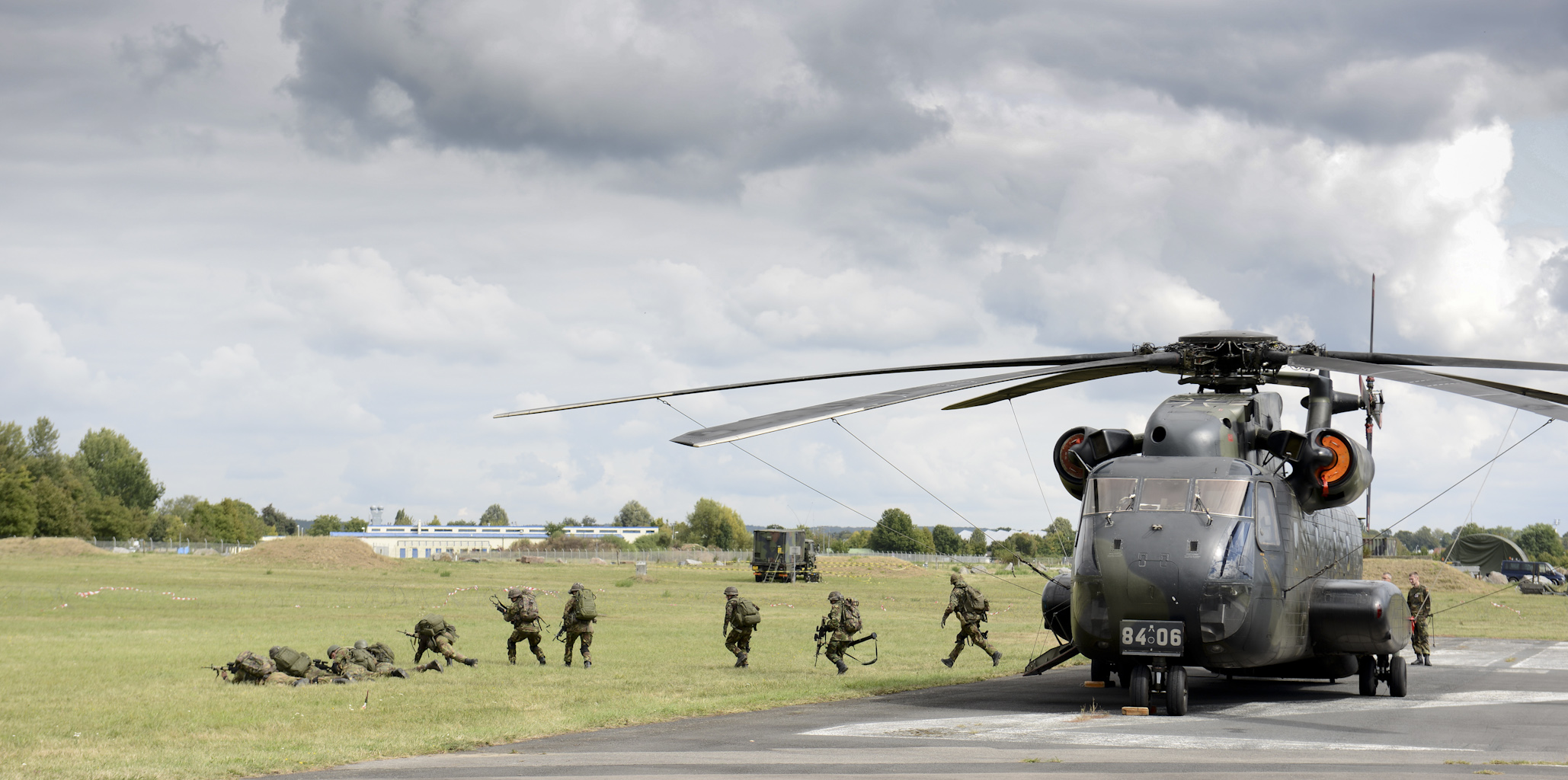
Exercice de débarquement depuis un hélicoptère de transport lourd Sikorsky CH-53 Sea Stallion de l'armée allemande en 2012.

### Le planeur militaire
Les Allemands furent les premiers à utiliser des planeurs en opération. Ils en réservèrent la surprise aux Belges lorsqu'ils s'emparèrent du fort d'Ében-Émael le 10 mai 1940.
Par la suite, des planeurs furent utilisés dans la plupart des opérations aéroportées de la Seconde Guerre mondiale.  
- Modèles allemands : DFS 230, Gotha Go 242
- Modèles britanniques : Horsa, Hamilcar
- Modèles américains : Waco (version la plus commune, Hadrian)

La capacité de transport variait de 10 à 33 hommes selon le type. Les plus grands pouvaient même transporter une jeep avec une remorque ou un canon. Le planeur avait l'avantage de pouvoir mettre directement en place un groupe de combat réuni. Avec l'évolution de l'hélicoptère, les planeurs ont disparu du champ de bataille.

### L'hélicoptère de transport

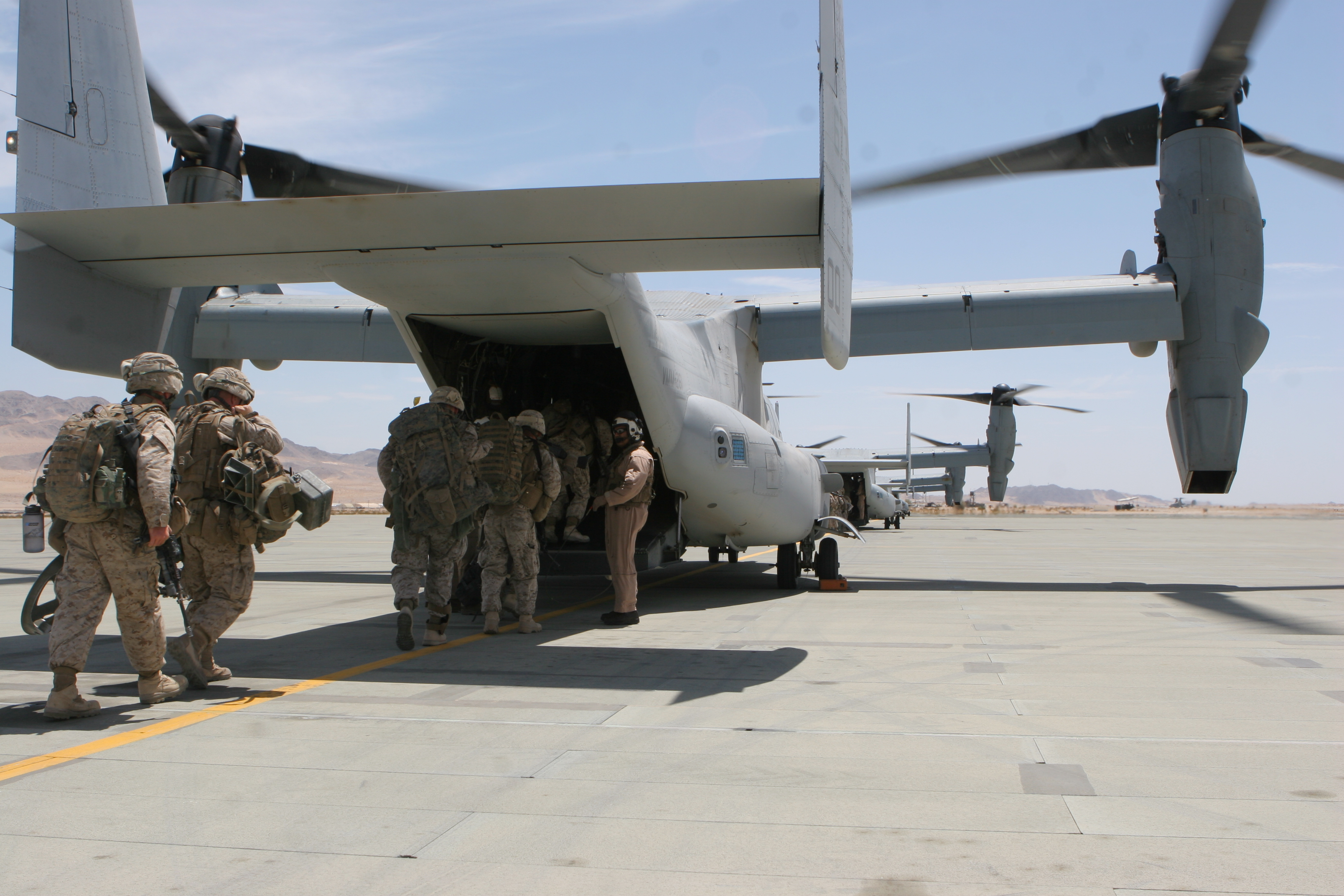
Embarquement à bord d'un Boeing-Bell V-22 Osprey. Ce Tiltrotor, aéronef à rotors basculants, combinant les avantages des avions et des hélicoptères mis en service en 2005 et le seul opérationnel en 2023.

Le premier véritable engagement opérationnel d'hélicoptères eut lieu durant la guerre de Corée essentiellement pour le sauvetage, développé pendant la guerre d'Algérie où les "commandos de chasse" en firent un usage courant, c'est pendant la guerre du Viêt Nam que le concept atteint sa maturité. Dans les hélicoptères de manœuvre et d'assaut, on fait généralement la distinction entre des hélicoptères utilitaires et des hélicoptères cargo. Les premiers ont une capacité de transport réduite (une dizaine d'hommes) mais sont plus manœuvrables, plus discrets et souvent plus rapides. Ils sont normalement utilisés pour amener le 1er échelon. Les seconds ont de grandes capacités de transport (plus de 20 hommes ou des véhicules). Ils conviennent mieux pour amener le gros des troupes, les véhicules et les approvisionnements. Les hélicoptères peuvent aussi transporter des charges externes sous élingue tels un véhicule, un obusier, etc. La manœuvrabilité de l'appareil est alors limitée. 
Le principal point faible de l'hélicoptère est son autonomie car il consomme énormément de carburant.

### L'avion

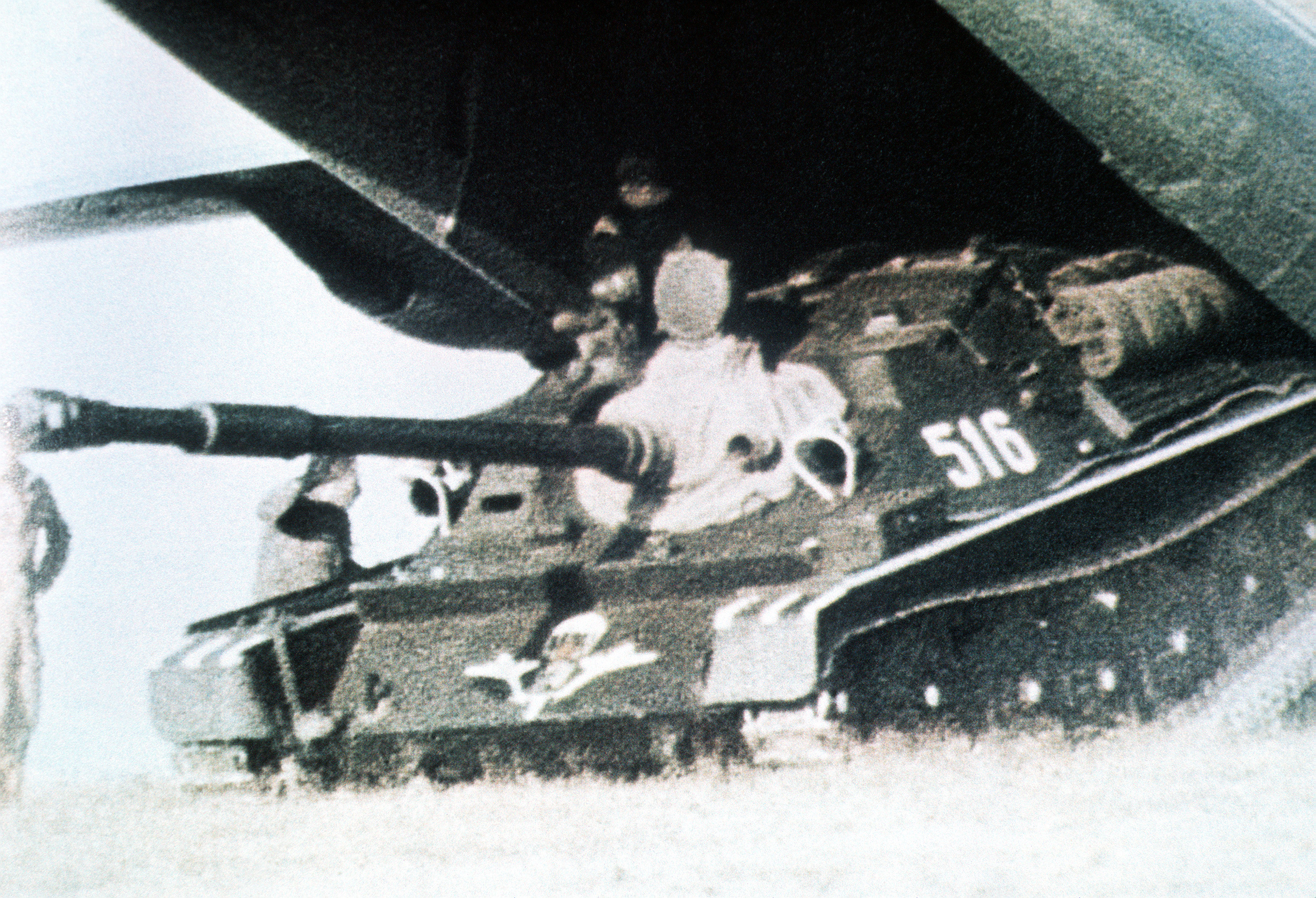
débarquement d'un blindé ASU-85 d'une unité parachutiste de l'armée soviétique dans les années 1980.

L'avion peut être utilisé pour le parachutage des troupes et des matériels mais aussi pour des posés d'assaut lorsque la situation le permet.

## Les types d'opérations aéroportées

### Le saisir tenir
Le saisir tenir est une opération consistant à s'emparer rapidement d'un objectif et à le tenir jusqu'à la jonction avec des troupes amies. L'objectif est généralement un ou des passages obligés (un pont, par exemple).

### Le contrôle de zone
Bien que souvent utilisée, l'appellation "contrôle de zone" n'est littéralement pas exacte. Une appellation plus correcte mais moins souvent utilisée est le pourrissement de terrain. Il s'agit en fait d'empêcher l'ennemi d'être en sécurité dans la zone qu'il occupe.

### Le raid
Le raid est, par définition, une attaque suivie d'un repli. Il a souvent pour but de détruire un objectif ou de s'emparer de matériel, voire de ramener des prisonniers. Le repli peut s'exécuter par récupération (par mer ou par air) ou par exfiltration (traversée discrète des lignes ennemies).